# Tenagodus squamatus
Tenagodus squamatus is een slakkensoort uit de familie van de Siliquariidae. De wetenschappelijke naam van de soort is voor het eerst geldig gepubliceerd in 1827 door Blainville.